# Wognum

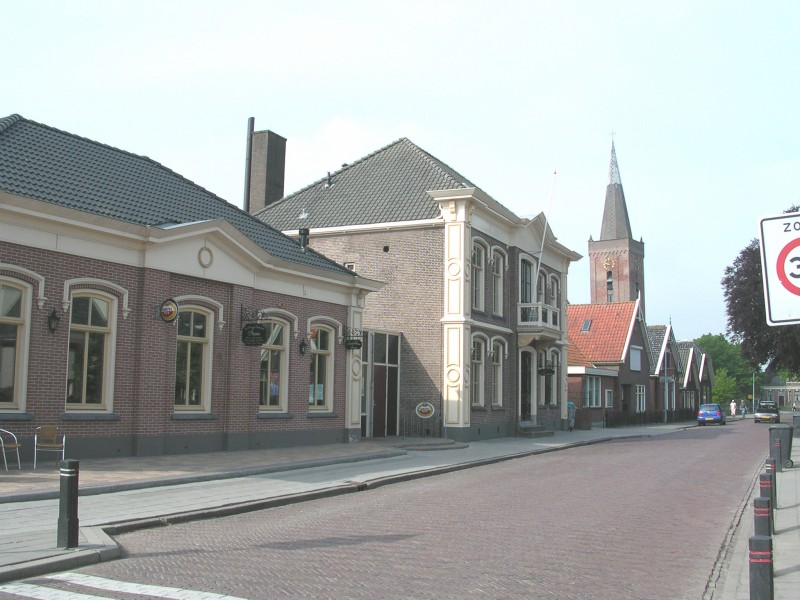
El centro de la ciudad de Wognum, con el antiguo Ayuntamiento y la Iglesia.

Wognum es un pueblo dentro del municipio de Medemblik en la provincia Holanda Septentrional en los Países Bajos. Tiene una superficie de 21,42 km². En 2005 Wognum tenía 8.130 habitantes. 

## Historia
Wognum fue creado cerca de 900. En 980, el lugar fue mencionado por la primera vez.  Se llamaba Wokgunge,y en 1063 fue llamado Woggunghem, Wognem (1083), Woghenem (1156) y Woggenum (1544). El lugar hacía referencia a la persona o familia Wok o Wokke. Wognum está situado en un banco de suelo arenoso. En el siglo XV la pesca era la fuente principal de ingresos. En el siglo XVII Wognum se beneficiaba del envío de Hoorn. Hoy en día, en Wognum y Nibbixwoud hay miles de árboles frutales que fueron una parte importante del sector agrícola. El municipio Wognum fue creado en 1811. El municipio Wognum fue abolido el primero de enero de 2010 y ahora Wognum pertenece al municipio nuevo Medemblik.

## La Iglesia Reformada
Esta iglesia es un monumento nacional y se puede utilizar la iglesia para eventos sociales y culturales. La Iglesia Reformada Wognum está un miembro del acuerdo de cooperación ‘ Monumentales Iglesias Frisia Occidentales’. Todos los administraciones de estas iglesias monumentales tienen el mismo fin: explotar y conservar las herencias culturales. 
Es una iglesia muy antigua, que existe desde 1547 En 1892 apareció en las noticias a causa de un nuevo órgano. Este órgano es suministrado por Lord Leichel y es especial a causa de su nueva construcción. El sistema de seguimiento se llama Röhren-Pneumatik. Es la primera vez que se utiliza este sistema en los Países Bajos.

## La Iglesia Católica
La iglesia ha sido utilizada desde 1857 y está diseñada por Th. Molkenboer. En 1881 la iglesia fue ampliada. Desde 1970 hay una nueva St. Hiëronymusiglesia. La antigua iglesia fue destruida en 1971. Esta iglesia neogótica tenía una fachada con dos torres pequeñas y un partido transversal con una torre rectángulo. Al lado de la iglesia había una casa del párroco. 
La nueva iglesia es muy interesante y moderna. La primera piedra, fue colocada en el 15 de agosto de 1969, se encuentra en la parte inferior de la torre, en frente de la entrada principal de la iglesia.

## Diversión
Museo : Huis van Oud
El museo “Huis van Oud” es una casa de campesinos de 1878. La casa da una buena impresión de la vida en los años 40 y 50 del siglo pasado. 

Deporte
Hay muchas asociaciones deportivas. Wognum es conocido por su equipo de balonmano “Kiddy World SEW”, que juega a un gran nivel. Además hay una piscina municipal que se llama “Molenbad”.  

Cultura
Hay un coro de jóvenes con aproximadamente 30 miembros. Además hay una librería. 

Tiendas
Hay un pequeño centro comercial que incluye un supermercado, una panadería y una droguería.

## Cor Bakker
Hay muchas personas famosas que han vivido en Wognum, por ejemplo Marijke Mettes, Dean Saunders y Barbara de Loor. Pero la persona más importante que vivió en Wognum es absolutamente Cor Bakker. Cor Bakker es un pianista que es especialmente famoso por los espectáculos de Paul de Leeuw. Cuando Cor tenía 11 años de edad, comenzó a tocar el piano. Su fuente de inspiración es Louis van Dijk, y Louis convenció Cor para ir al conservatorio. 
Tras sus estudios en Ámsterdam, ha companado musicalmente todos los artistas en Los Países Bajos. También, Cor tiene éxito como solista. Gana muchos precios y tiene muchas visitas teatral. 
La relación entre Cor y Wognum es muy bien. Cor creció en Wognum y hasta 2008 vivía en una granja grande con su familia. Cuando Cor movía en Wognum, había un rumor que Paul de Leeuw también quería vivir en Wognum. Desde el fin de 2008, Cor cambio de ciudad y ‘su granja’ fue vendida para 1.5 millones. Pero desde su juventud, Cor ha tenido una relación especial con Wognum. A veces va en el café Stam para hablar con conocidos.

## Wadway
Wadway es un pueblo pequeño entre Wognum y Spanbroek. Se encuentra en parte en el municipio Medemblik y en parte en el municipio Opmeer. Wadway cuenta aproximadamente 420 habitantes. Wadway en una clave, pero a veces se divide en Wognum y Spanbroek. 
Wadway existía ya en el siglo XI como un lugar que se llamaba Wadwey. En 1310 apareció en la lista como Watwey. El nombre de este pueblo es una composición de "Wad", que significa "vado" y “Way”que significa “camino” 
Wadway es conocida por su iglesia teatro. La iglesia, Magdalena Iglesia, data de 1547. A partir de 1950 se convirtió en una iglesia teatro. El ático de Harry Scherpenberg de Hoorn era demasiado pequeño para jugar con el público del teatro. Esto inició la búsqueda de una nueva ubicación. Encontraron la iglesia en Wadway. En 1966 la iglesia ya estaba en uso como iglesia teatro.